# Casa Cato
La Casa Cato es una casa histórica ubicada en Eufaula, Alabama, Estados Unidos. Fue construida en 1858 para Lewis Llewellen Cato quien era abogado y un destacado secesionista. La Casa Cato fue incluida en el Registro Nacional de Lugares Históricos el 27 de mayo de 1971.

## Historia
La casa fue construida en un terreno comprado a los Indígenas Creek y ha sido propiedad de la familia Cato durante la mayor parte de su existencia. El primer propietario de la casa, Lewis Llewellen Cato, llegó al Condado de Barbour, Alabama en 1837. Era originario del Condado de Hancock, Georgia y fue un ciudadano prominente de Barbour durante su vida. Se dedicó asiduamente a la abogacía y desde 1861 a 1865, representó al condado en el senado con crédito para sus electores y para él mismo. Falleció el 4 de diciembre de 1868.
La casa tiene fama de ser el escenario de las reuniones secesionistas más influyentes celebradas en Alabama desde 1858 hasta 1860. Aquí, un grupo de abogados y políticos, entre ellos Alpheus Baker, Edward C. Bullock, Henry D. Clayton, John Gill Shorter y James L. Pugh, entre otros, y conocido como Regencia de Eufaula, se reunieron a lo largo de la década y dieron fuerza al esfuerzo de engendrar los Clubes de Derechos del Sur que florecieron bajo la tutela de William Lowndes Yancey. Lewis Llewellen Cato, abogado, conocido en Alabama como "el gran secesionista", era amigo de Yancey y miembro destacado de la Regencia de Eufaula.
La Casa Cato fue el escenario de una gran celebración cuando Alabama se separó de la Unión. Lewy Dorman en su Party Politics in Alabama desde 1850 hasta 1860 (1995) afirma: "El paso más avanzado hacia la secesión provino de los tragafuegos del sureste de Alabama bajo el liderazgo de la Regencia de Eufaula. Estaba compuesto por un fuerte grupo de derechos del Sur, principalmente abogados de Eufaula". Continúa: "Fueron los secesionistas más consistentes del Estado".
Después de la muerte de Lewis L. Cato, la casa fue vendida a E.B Young. En 1905, el Dr. Julius Cato, un hijo de Lewis L., compró la casa, y la señorita Annie Cato, nieta de Lewis L. vivió allí hasta 1997. La casa es actualmente propiedad de Jeff Thorne.
La Casa Cato es una de las atracciones destacadas de la llamada Peregrinación de Eufaula, un recorrido anual por las casas históricas y arquitectónicamente significativas organizado por la Asociación del Patrimonio de Eufaula.

## Descripción
La casa de madera de un piso fue construida por mano de obra esclava. El frente de la casa cuenta con un amplio porche con un frontón central sobre las puertas de entrada dobles. Un pasillo central conduce a un comedor en el centro de la casa, flanqueado por salones y el dormitorio principal. Otro comedor y un dormitorio están en la parte trasera. El ático en el techo piramidal de poca profundidad está coronado por un pequeño pabellón, a su vez rodeado por un pequeño porche.